# Belaja Cholunica
Belaja Cholunica è una cittadina della Russia europea nordorientale, nell'oblast' di Kirov, situata sulle sponde del fiume omonimo, 82 km a nordest del capoluogo Kirov; è il capoluogo amministrativo del distretto omonimo.
La cittadina venne fondata nel 1764 con il nome di Cholunickij (Холуницкий), durante la costruzione di un importante stabilimento siderurgico; venne ribattezzata successivamente Belocholunickij in seguito al cambiamento del nome del fiume su cui sorgeva, denominato Belaja Cholunica (Cholunica bianca) per distinguerlo da un altro fiume situato più a nord che prese il nome di Černaja Cholunica (Cholunica nera). Lo status di città venne concesso nel 1965, con contestuale assegnazione del nome attuale.
La cittadina è un importante centro industriale (meccanica, alimentare), oltre che centro di un importante comprensorio agricolo; nel circondario, si hanno sorgenti di acque sulfuree, oltre a giacimenti di minerali di ferro, argilla e torba.

## Società

### Evoluzione demografica
Fonte: mojgorod.ru
- 1939: 6.800
- 1959: 10.400
- 1970: 12.300
- 1989: 13.400
- 2007: 11.500